# Kōji Sakamoto
Kōji Sakamoto (japanisch 坂本 紘司, Sakamoto Kōji; * 3. Dezember 1978 in der Präfektur Shiga) ist ein ehemaliger japanischer Fußballspieler.

## Karriere
Sakamoto erlernte das Fußballspielen in der Schulmannschaft der Shizuoka Gakuen High School. Seinen ersten Vertrag unterschrieb er 1997 bei Júbilo Iwata. Der Verein spielte in der höchsten Liga des Landes, der J1 League. 2000 wechselte er zum Zweitligisten Shonan Bellmare. Am Ende der Saison 2009 stieg der Verein in die J1 League auf. Am Ende der Saison 2010 stieg er wieder in die J2 League ab. Für den Verein absolvierte er 456 Spiele. Ende 2012 beendete er seine Karriere als Fußballspieler.

## Erfolge
Júbilo Iwata
- J1 League

Meister: 1997, 1999
Vizemeister: 1998
- J.League Cup

Sieger: 1998
Finalist: 1997